# Smeerling
Smeerling est un village qui fait partie de la commune de Stadskanaal, situé dans la province néerlandaise de Groningue.